# HR 8799
HR 8799, eller V342 Pegasi, är en pulserande variabel av Gamma Doradus-typ (GDOR) i stjärnbilden Pegasus. Den misstänks också vara halvregelbunden variabel.
HR 8799 varierar mellan fotografisk magnitud +6 och 6,06 med en period av 0,504918 dygn. Stjärna befinner sig på ett avstånd av ungefär 130 ljusår.

## Exoplaneter
Närvaron av tre exoplaneter vid stjärnan upptäcktes den 13 november 2008 vid Keck-observatoriet. 2010 kungjordes upptäckten av ytterligare en exoplanet. Dessutom har en sfär av löst material observerats, som sträcker sig ut mellan 6 och 1000 AE från stjärnan.
| Planet | Massa  | Halv storaxel (AE) | Siderisk omloppstid (År) | Excentricitet | Inklination | Radie      |
| ------ | ------ | ------------------ | ------------------------ | ------------- | ----------- | ---------- |
| e      | 7±3 MJ | 14,5±0,5           | ~45                      | ?             | –           | ? RJ       |
| d      | 7±3 MJ | 24±0               | ~100                     | >0,04         | 28°         | 1,2±0,1 RJ |
| c      | 7±3 MJ | 38±0               | ~190                     | ?             | 28°         | 1,2±0,1 RJ |
| b      | 5±2 MJ | 68±0               | ~460                     | ?             | 28°         | 1,2±0,1 RJ |